# Rolf Kaarby
Rolf Kaarby (ur. 6 października 1909, zm. 7 marca 1976) − były narciarz norweski specjalista kombinacji norweskiej. Jego największym sukcesem jest srebrny medal wywalczony indywidualnie podczas Mistrzostw Świata w Chamonix. Wyprzedził go tylko jego rodak Sigurd Røen, a trzecie miejsce zajął reprezentant Finlandii Aarne Valkama.
Kaarby startował także w skokach narciarskich. Ustanowił między innymi pierwszy oficjalny rekord skoczni Tremplin Olympique aux Launes we francuskim Beuil, a trzy lata wcześniej był pierwszym rekordzistą skoczni Große Olympiaschanze w Garmisch-Partenkirchen.

## Osiągnięcia

### Mistrzostwa świata
| Miejsce | Dzień     | Rok  | Miejscowość | Konkurencja   | Wynik zwycięzcy | Strata     | Zwycięzca      |
| ------- | --------- | ---- | ----------- | ------------- | --------------- | ---------- | -------------- |
| DNF     | 22 lutego | 1934 | Sollefteå   | Indywidualnie | 441,90 pkt      | -          | Oddbjørn Hagen |
| 2.      | 12 lutego | 1937 | Chamonix    | Indywidualnie | 427,60 pkt      | -11,80 pkt | Oddbjørn Hagen |